# سوران (کمیجان)
سوران روستایی است از توابع شهرستان کمیجان در استان مرکزی. این روستا در دهستان خسروبیگ این شهرستان قرار دارد .

## مشخصات منطقه‌ای
روستای سوران طبق تقسیمات اخیر کشوری، ازتوابع دهستان خسروبیگ و بخش میلاجرد شهرستان کمیجان می‌باشد. این روستا بامختصات جغرافیایی ۴۹ درجه و ۳۴ دقیقه طول شرقی و ۵۷ درجه و ۴۳ دقیقه عرض شمالی در شمال غربی استان مرکزی قراردارد. فاصله روستای سوران تا مرکز شهرستان ۵۵ کیلومتر می‌باشد.

## جمعیت
طبق سرشماری مرکز آمار ایران، جمعیت سوران در سال ۱۳۸۵ برابر با ۴۸۵ نفر بوده‌است. این روستا ۱۵۸ خانوار دارد.